# Super Formation Soccer 95: della Serie A
Super Formation Soccer 95: della Serie A (スーパーフォーメーションサッカー95 della セリエA in Giappone) è un videogioco sportivo, più precisamente incentrato sul gioco del calcio, prodotto nel 1995 da Human Entertainment per la piattaforma SNES. Nel videogioco, uscito solo in Giappone, sono presenti tutti i club della Serie A (Stagione 1994-1995).
Il videogioco è stato licenziato dal Campionato italiano di calcio e dalla Associazione Italiana Calciatori (AIC), ed è basato sul videogioco Super Formation Soccer (conosciuti come Super Soccer in Europa).
Nello stesso anno il videogioco è stato reso disponibile anche per TurboGrafx-16, con una struttura di gioco leggermente differente da quella per Super Nintendo.